# Madison Olsen
Madison Olsen (* 7. April 1995 in Salt Lake City) ist eine ehemalige US-amerikanische Freestyle-Skierin. Sie startete in der Disziplin Aerials (Springen).

## Werdegang
Olsen nahm im Dezember 2009 in Park City erstmals am Nor-Am-Cup teil und sprang dabei zweimal auf den achten Platz. In der Saison 2011/12 kam sie mit einem dritten Platz, zwei zweiten sowie drei ersten Plätzen auf den zweiten Platz in der Aerials-Wertung des Nor-Am-Cups und startete in Lake Placid erstmals im Freestyle-Skiing-Weltcup, wobei sie den 13. Platz errang. Zudem wurde sie US-amerikanische Meisterin im Aerials und errang bei den Juniorenweltmeisterschaften 2012 in Chiesa in Valmalenco den 12. Platz. In der Saison 2012/13 erreichte sie mit drei neunten Plätzen ihre ersten Top-Zehn-Platzierungen im Weltcup und zum Saisonende mit dem 12. Platz im Aerials-Weltcup ihr bestes Gesamtergebnis. Zudem kam sie im Nor-Am-Cup mit vier Top-Zehn-Platzierungen auf den neunten Platz in der Aerials-Wertung. Beim Saisonhöhepunkt, den Weltmeisterschaften 2013 in Voss, sprang sie auf den 19. Platz. Im folgenden Jahr wurde sie bei den Juniorenweltmeisterschaften in Chiesa in Valmalenco Vierte. In der Saison 2015/16 erreichte sie in Moskau mit dem dritten Platz ihre einzige Podestplatzierung im Weltcup und wiederholte zum Saisonende den 12. Platz im Aerials-Weltcup. Bei den Weltmeisterschaften im folgenden Jahr in der Sierra Nevada wurde sie Fünfte. In der Saison 2017/18 absolvierte sie in Lake Placid ihren 29. und damit letzten Weltcup, welchen sie auf dem 27. Platz beendete und belegte zum Saisonende den 17. Platz im Aerials-Weltcup. Letztmals international startete sie bei den Olympischen Winterspielen im Februar 2018 in Pyeongchang, wobei sie auf den sechsten Platz sprang.

## Erfolge

### Olympische Spiele
- 2018 Pyeongchang: 6. Platz Aerials

### Weltmeisterschaften
- 2013 Voss: 19. Platz Aerials
- 2017 Sierra Nevada: 5. Platz Aerials

### Weltcupwertungen
| Saison  | Gesamt | Gesamt | Aerials | Aerials |
| Saison  | Platz  | Punkte | Platz   | Punkte  |
| ------- | ------ | ------ | ------- | ------- |
| 2011/12 | 114.   | 5      | 22.     | 47      |
| 2012/13 | 66.    | 20     | 12.     | 137     |
| 2013/14 | 126.   | 8      | 26.     | 39      |
| 2015/16 | 48.    | 25,17  | 12.     | 151     |
| 2016/17 | 105.   | 10,43  | 21.     | 73      |
| 2017/18 | 76.    | 19     | 17.     | 114     |

### Nor-Am-Cup
- Saison 2011/12: 2. Platz Aerials-Wertung
- 8 Podestplätze im Nor-Am-Cup, davon 3 Siege

### Juniorenweltmeisterschaften
- 2012 Chiesa in Valmalenco: 12. Platz Aerials
- 2014 Chiesa in Valmalenco: 7. Platz Aerials